# Tenaga Nasional
Tenaga Nasional ist ein 1990 gegründetes malaysisches Energieversorgungsunternehmen mit Firmensitz in Kuala Lumpur. Das Unternehmen ist der einzige Energieversorger in Malaysia und der größte in Asien. Es ist im FTSE Bursa Malaysia KLCI an der Börse Malaysia gelistet.